# Corethrella laneana
Corethrella laneana is een muggensoort uit de familie van de Corethrellidae. De wetenschappelijke naam van de soort is voor het eerst geldig gepubliceerd in 1946 door Vargas.